# 奥布皇家学院

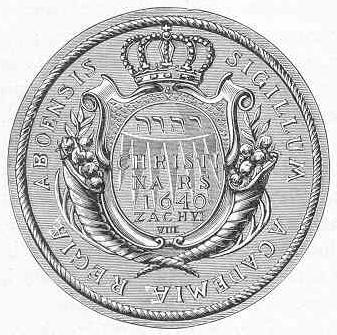
奥布皇家学院校徽

奥布皇家学院（瑞典語：Kungliga Akademien i Åbo）是芬兰第一所大学，也是当芬兰还属于瑞典时在芬兰境内唯一的大学，创建于1640年。1809年当芬兰成为俄属大公国时，该大学改名为奥布帝国学院。图尔库大火之后芬兰大公国迁都至赫尔辛基，该学院也在1828年迁至赫尔辛基，并改名为亚历山大帝国大学。当芬兰在1917年独立时，学院最终改名为赫尔辛基大学。